# Ranunculus borbasianus
Ranunculus borbasianus är en ranunkelväxtart som beskrevs av Sóo. Ranunculus borbasianus ingår i släktet ranunkler, och familjen ranunkelväxter. Inga underarter finns listade i Catalogue of Life.